# Guillermo de Poitiers (cronista)
Guillermo de Poitiers (h. 1020-1090), cronista normando, nacido en Les Préaux, cerca de Pont-Audemer, que pertenecía a una influyente familia normanda. Después de ser soldado, estudió en Poitiers y tras volver a Normandía, pasó a ser el capellán del duque Guillermo (Guillermo el Conquistador) y archidiácono de Lisieux. 
Orderico Vital escribe una corta biografía sobre él en su Historia ecclesiastica.
Escribió una vida del duque Guillermo, Gesta Guillelmi, con una detallada descripción de la conquista normanda de Inglaterra, la batalla de Hastings (1066) y sus consecuencias.